# Endiandra hainanensis
Endiandra hainanensis là loài thực vật có hoa trong họ Nguyệt quế. Loài này được Merr. & F.P.Metcalf miêu tả khoa học đầu tiên năm 1942.